# Hôtel particulier Prokhorov-Khloudov
L'hôtel particulier Prokhorov-Khloudov (Городска́я уса́дьба Про́хоровых-Хлу́довых) est un ensemble architectural du centre historique de Moscou, situé 30 ruelle Podsossenski (Sous-les-Pins) dans le district Basmanny. Il comprend l'hôtel particulier en lui-même (maison de maître) de 1 154 mètres carrés et une aile de communs de 300 mètres carrés au sol. Il appartenait à Prascovie Guérassimovna Prokhorova née Khloudova, de la richissime famille des industriels Khloudov, épouse de Constantin Constantinovitch Prokhorov, lui-même issu d'une dynastie d'entrepreneurs extrêmement fortunée. Il a été construit en 1876-1880 à la place d'une maison construite au XVIIIe siècle,,,,,,.

## Histoire

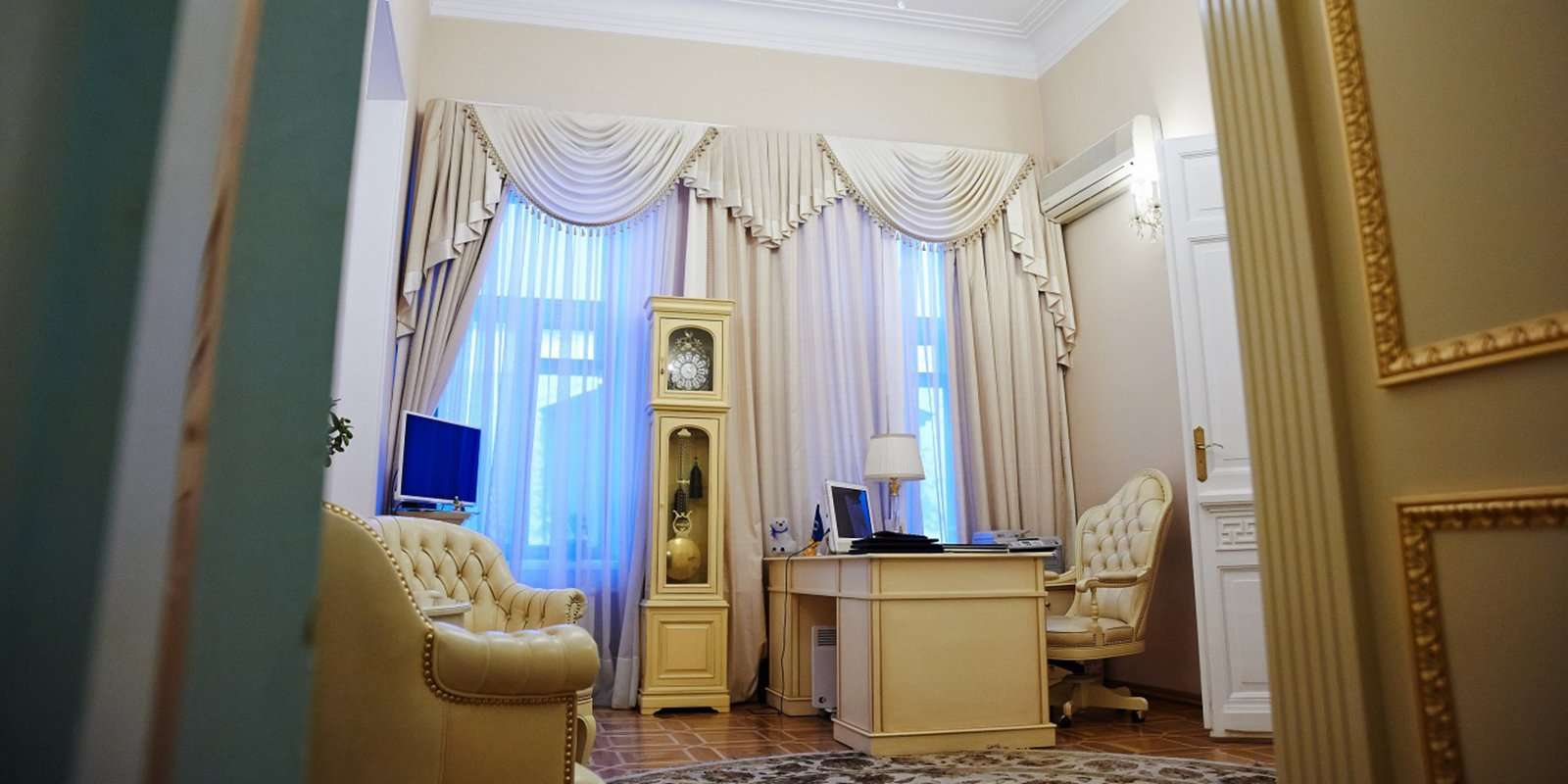
Détail du salon blanc, 2018

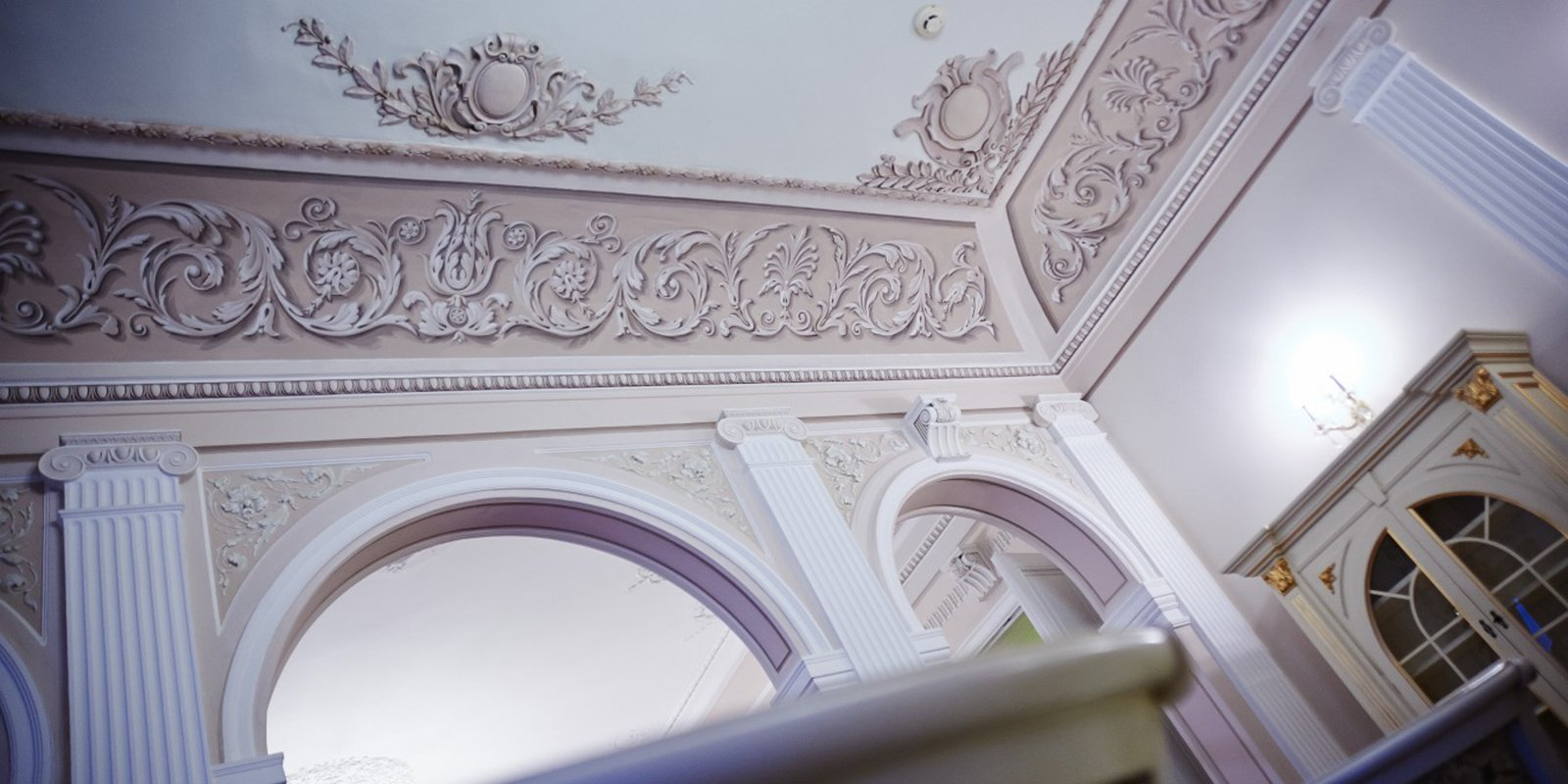
Décor de plafond, 2018

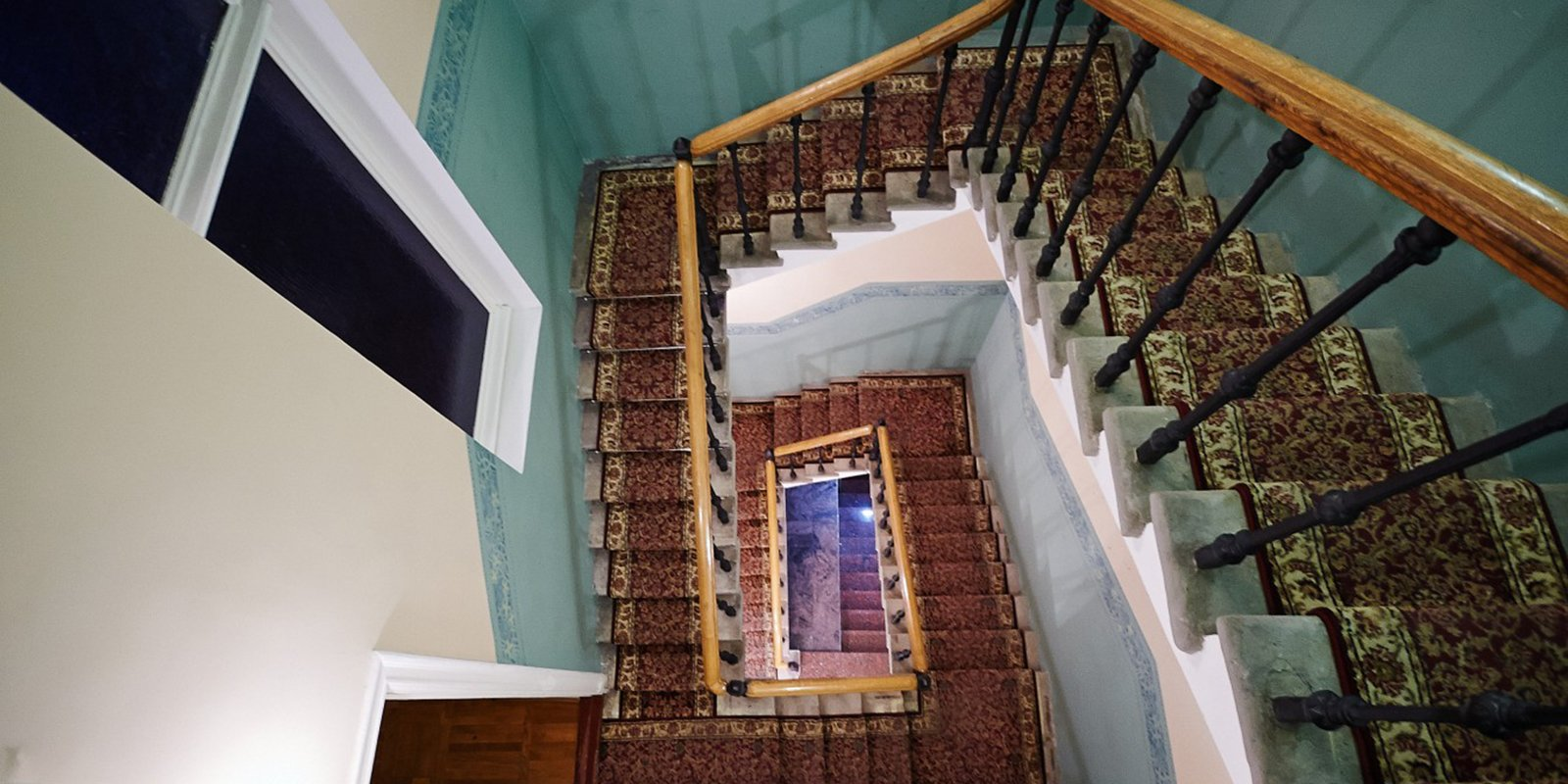
Escalier d'honneur en marbre, 2018

### Premiers propriétaires
Le terrain sur lequel sera érigé plus tard l'hôtel particulier Prokhorov-Khloudov est construit à la fin du XVIIIe siècle et appartient au marchand moscovite Alexeï Potepalov. Sur les cartes de Moscou de 1803, on y voit des bâtiments en pierre et une construction de bois à l'entrée de la maison principale. C'est l'un des rares endroits de Moscou qui ne brûle pas lors du grand incendie de 1812,.
En 1836, le terrain appartient à P.I. Gaïevski et les bâtiments ne connaissent pas de changement. L'on construit seulement une aile de service, et l'on arrange le décor avec des lunettes au-dessus des fenêtres et un attique sur la corniche.

### Famille Prokhorov-Kloudov
L'endroit est acheté en 1876 par Prascovie Guérassimovna Prokhorova, née Khloudova, fille du richissime Guérassime Ivanovitch Khloudov, magnat du textile et marchand de la 1re guilde de Moscou, et épouse du citoyen d'honneur héréditaire Constantin Constantinovitch Prokhorov, issu aussi d'une dynastie industrielle parmi les plus fortunées de l'Empire russe. Le choix de l'endroit avait été fait à cause de sa proximité avec l'hôtel particulier du père, Guérassime Khloudov, situé rue Vorontsovo polié,,,.
L'hôtel particulier est entièrement reconstruit selon les désirs de Prascovie Guérassimovna, des ailes sont construites, la façade est entièrement transformée. Elle est décorée en s'inspirant du style rustique florentin, avec des moulures en stuc et au milieu un risalit, avec un fronton. Un nouveau portail est construit avec des piliers de pierre et un jardin est aménagé derrière. Le nom de l'architecte est inconnu,,.
Vers 1900, Prascovie Guérassimovna déménage rue Prokovka et laisse cet hôtel particulier à son fils Nikolaï qui venait de se marier. Son épouse, Lidia Ouchakova, est la fille d'un industriel d'Elabouga. Nikolaï Constantinovitch lui-même s'occupe de l'usine d'Egorievsk héritée de son père.
En 1901, il fait construire un étage pour l'aile de service et agrandit la maison de maître du côté de la cour. Il est à noter qu'il avait deux étages, alors que depuis la rue, seuls un seul est visible le long de la façade (l'étage des pièces de réception). De telles astuces de planification étaient l'un des moyens courants d'éviter des taxes foncières élevées : elles étaient calculées en fonction du nombre frontal d'étages,.
La demeure comprend au premier étage des salons en enfilade pour recevoir les invités. La maison est divisée avec la partie du maître de maison et la partie de la maîtresse de maison. Elle comprend aussi des chambres de service et un escalier de service séparé pour eux. Au rez-de-chaussée se trouve le salon blanc divisé par un arc en deux moitiés : une partie salon avec une cheminée et une partie salle à manger. C'est le salon habituel des maîtres des lieux. La décoration intérieure la plus importante est représentée par des stucs et des fresques aux motifs en grisaille sur les plafonds et le haut des murs intérieurs. Du salon blanc, on pouvait accéder par le côté où se trouvait la cheminée à la partie de la maison réservée à la maîtresse de maison et du côté de la salle-à-manger, on accédait au jardin d'hiver,.
L'escalier d'honneur en marbre mène au premier étage, où se trouvait autrefois le fumoir et la partie réservée au maître de maison avec un salon décoré en style mauresque, très à la mode à l'époque pour les fumoirs et les pièces « masculines ». La décoration hétéroclite de cette partie de l'intérieur à saveur orientale était très différente de toutes les autres pièces.

### 1917-début XXIe siècle
La Révolution d'Octobre chasse les propriétaires et l'ancien hôtel particulier est nationalisé au début de l'année 1918. Les Prokhorov s'enfuient en Crimée qui n'était pas encore tenue par les bolchéviques. Plus tard, Nikolaï Prokhorov est fusillé avec son fils.
L'édifice est divisé en appartements communautaires et devient plus tard une clinique pour enfants tuberculeux. À la fin des années 1980, il est dans un état très critique, la décoration intérieure a disparu et des endroits intérieurs sont écroulés aux murs,.
La première restauration a lieu en 1996, d'après un projet conduit par V. Ya Kouznetsov. La décoration intérieure et les façades retrouvent le style qui était le leur en 1880-1890.

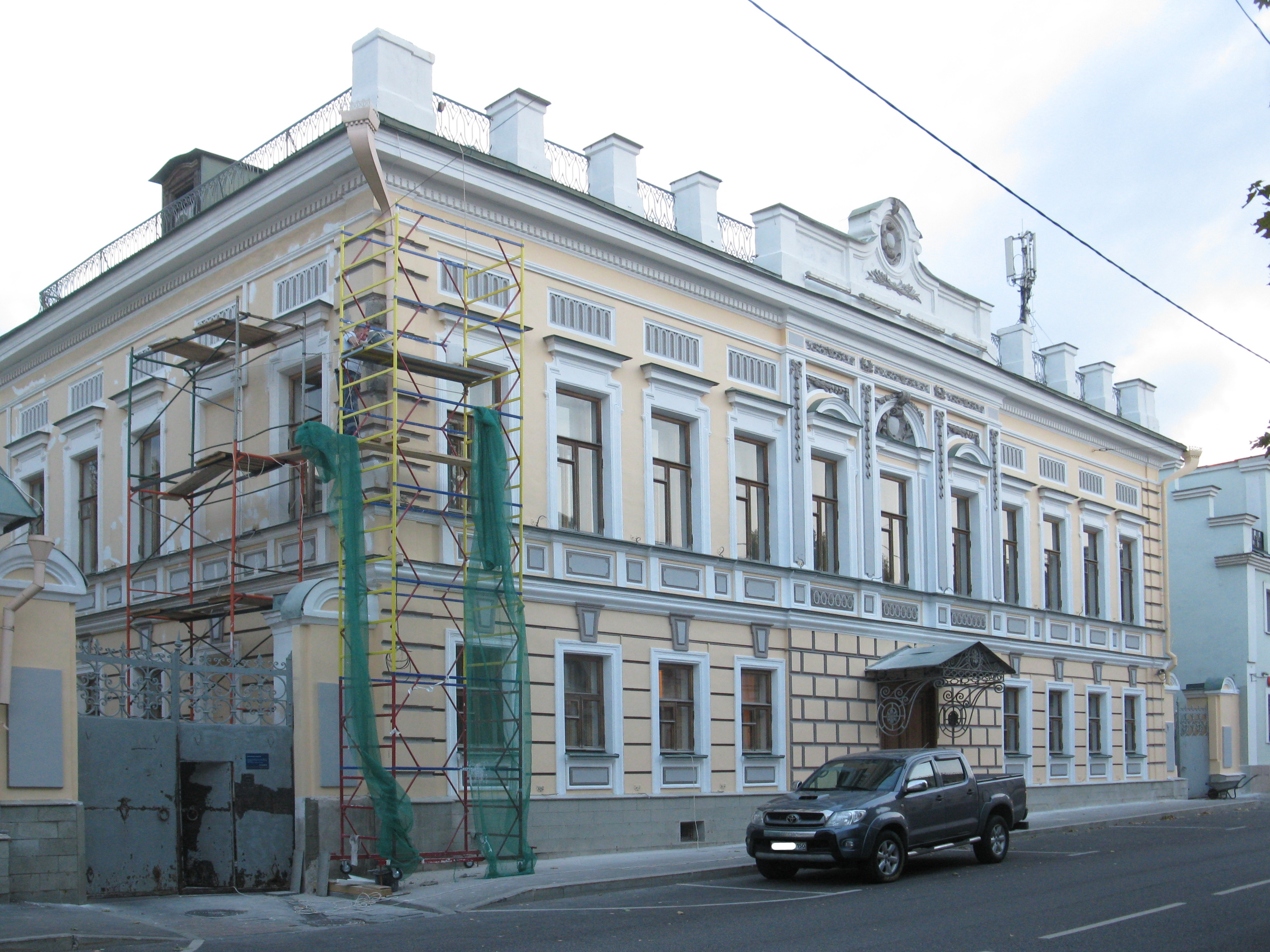
L'hôtel particulier en cours de restauration.

L'hôtel particulier Prokhorov-Khloudov est l'une des premières expériences d'investissement étranger dans un projet de restauration (redevelopment en anglais). La compagnie coréenne Samsung dépense 25 millions de dollars pour la restauration. Un troisième bâtiment est construit dans l'ancien jardin pour une surface au sol de 2830 mètres carrés,. Le sous-sol de la maison de maître est aménagé en club de sport avec un centre de remise en forme. L'ensemble est vendu en 1997 à la Dresdner Bank qui le vend en 2010 à la Rosenergobank pour 700 millions de roubles,,. En 2019, l'ensemble est acheté par l'agence d'assurances d'entrepôts russe, l'ACB (Азиатско-тихоокеанский банк), pour un milliard de roubles.

## Aujourd'hui
L'ensemble sert de bureaux à la banque asiato-pacifique (Азиатско-тихоокеанский банк). Il a été restauré en août 2018.

## Source de la traduction
- (ru) Cet article est partiellement ou en totalité issu de l’article de Wikipédia en russe intitulé « Усадьба Прохоровых — Хлудовых » (voir la liste des auteurs).